# Eerste Kamerverkiezingen 1871
De Eerste Kamerverkiezingen 1871 waren reguliere Nederlandse verkiezingen voor de Eerste Kamer der Staten-Generaal. Zij vonden plaats op 12 juli 1871.
De verkiezingen werden gehouden voor een derde deel van de zittende leden van de Eerste Kamer van wie de zittingstermijn afliep. Bij deze verkiezingen kozen de leden van Provinciale Staten - die bij de Statenverkiezingen in mei 1871 gekozen waren - in negen kiesgroepen naar provincie dertien nieuwe leden.
De uitslag van de verkiezingen was als volgt:
| Groepering          | Zetels | Zetels | Zetels | Zetels | Zetels | Zetelverdeling naar provincie | Zetelverdeling naar provincie | Zetelverdeling naar provincie | Zetelverdeling naar provincie | Zetelverdeling naar provincie | Zetelverdeling naar provincie | Zetelverdeling naar provincie | Zetelverdeling naar provincie | Zetelverdeling naar provincie | Zetelverdeling naar provincie | Zetelverdeling naar provincie |
| Groepering          | 1868   | Af     | Bij    | 1871   | +/−    | Gr                            | F                             | D                             | O                             | Ge                            | U                             | NH                            | ZH                            | Z                             | NB                            | L                             |
| ------------------- | ------ | ------ | ------ | ------ | ------ | ----------------------------- | ----------------------------- | ----------------------------- | ----------------------------- | ----------------------------- | ----------------------------- | ----------------------------- | ----------------------------- | ----------------------------- | ----------------------------- | ----------------------------- |
| liberalen           | 16     | 6      | 7      | 17     | +1     | 2                             | 3                             |                               | 2                             | 2                             |                               | 2                             | 5                             | 1                             |                               |                               |
| gematigde liberalen | 13/10  | 2      | 3      | 11     | +1     |                               |                               |                               | 1                             | 1                             | 1                             | 2                             | 2                             | 1                             | 2                             | 1                             |
| conservatieven      | 10/8   | 3      | 1      | 6      | −2     |                               |                               | 1                             |                               | 2                             | 1                             | 2                             |                               |                               |                               |                               |
| katholieken         | 0/5    | 2      | 2      | 5      | 0      |                               |                               |                               |                               |                               |                               |                               |                               |                               | 3                             | 2                             |
| totaal              | 39     | 13     | 13     | 39     | 0      | 2                             | 3                             | 1                             | 3                             | 5                             | 2                             | 6                             | 7                             | 2                             | 5                             | 3                             |

## Gekozenen
Bij deze verkiezingen waren dertien leden aftredend, van wie negen herkozen werden. De stemmingen voor de overige vacatures hadden de volgende resultaten:
- Door Provinciale Staten van Zuid-Holland werd Gerrit de Raadt (gematigde liberalen) gekozen in de vacature ontstaan door het periodiek aftreden van Johan Philipse (conservatieven) die had aangegeven niet herkiesbaar te zijn.
- Door Provinciale Staten van Zeeland werd Willem Borsius (liberalen) gekozen die de aftredende afgevaardigde Cornelis van der Lek de Clercq (conservatieven) versloeg.
- Door Provinciale Staten van Noord-Brabant werd Antonius Vos de Wael (katholieken) gekozen in de vacature ontstaan door het periodiek aftreden van Napoleon Sassen die had aangegeven niet herkiesbaar te zijn.
- Door Provinciale Staten van Noord-Brabant werd Carolus van Rijckevorsel (gematigde liberalen) gekozen in de vacature ontstaan door het periodiek aftreden van Eduardus van Meeuwen die had aangegeven niet herkiesbaar te zijn.

De zittingsperiode van de Eerste Kamer ging in op 19 september 1871. De zittingstermijn van de gekozen Kamerleden bedroeg negen jaar.
*1850 · 1853 · 1856 · 1859 · 1862 · 1865 · 1868 · 1871 · 1874 · 1877 · 1880 · 1883 · *1884 · 1887 (I) · *1887 (II) · *1888 · 1890 · 1893 · 1896 · 1899 · 1902 · *1904 · 1907 · 1910 · 1913 · 1916 · *1917 · 1919 · *1922 · *1923 · 1926 · 1929 · 1932 · 1935 · *1937 · *1946 · *1948 · 1951 · *1952 · 1955 · *1956 (I) · *1956 (II) · 1960 · *1963 · 1966 · 1969 · *1971 · 1974 · 1977 · 1980 · *1981 · *1983 · *1986 · 1987 · 1991 · 1995 · 1999 · 2003 · 2007 · 2011 · 2015 · 2019 · 2023

* algemene verkiezingen in verband met vervroegde ontbinding van de Eerste Kamer

vanaf 1987 bedraagt de vaste zittingstermijn van de Eerste Kamer vier jaar